# Comté de Goliad
Pour la ville, voir Goliad.
Le comté de Goliad (anglais : Goliad County) est un comté situé dans le sud de l'État du Texas, aux États-Unis. Le nom Goliad est une anagramme de Hidalgo (sans le « h » muet) : le comté est nommé en l'honneur de Miguel Hidalgo. Le siège du comté est Goliad. Selon le  recensement de 2020, sa population est de 7 012 habitants.
Le comté a une superficie de 2 226 km2, dont 2 211 km2 en surfaces terrestres.